# 分銅鎖

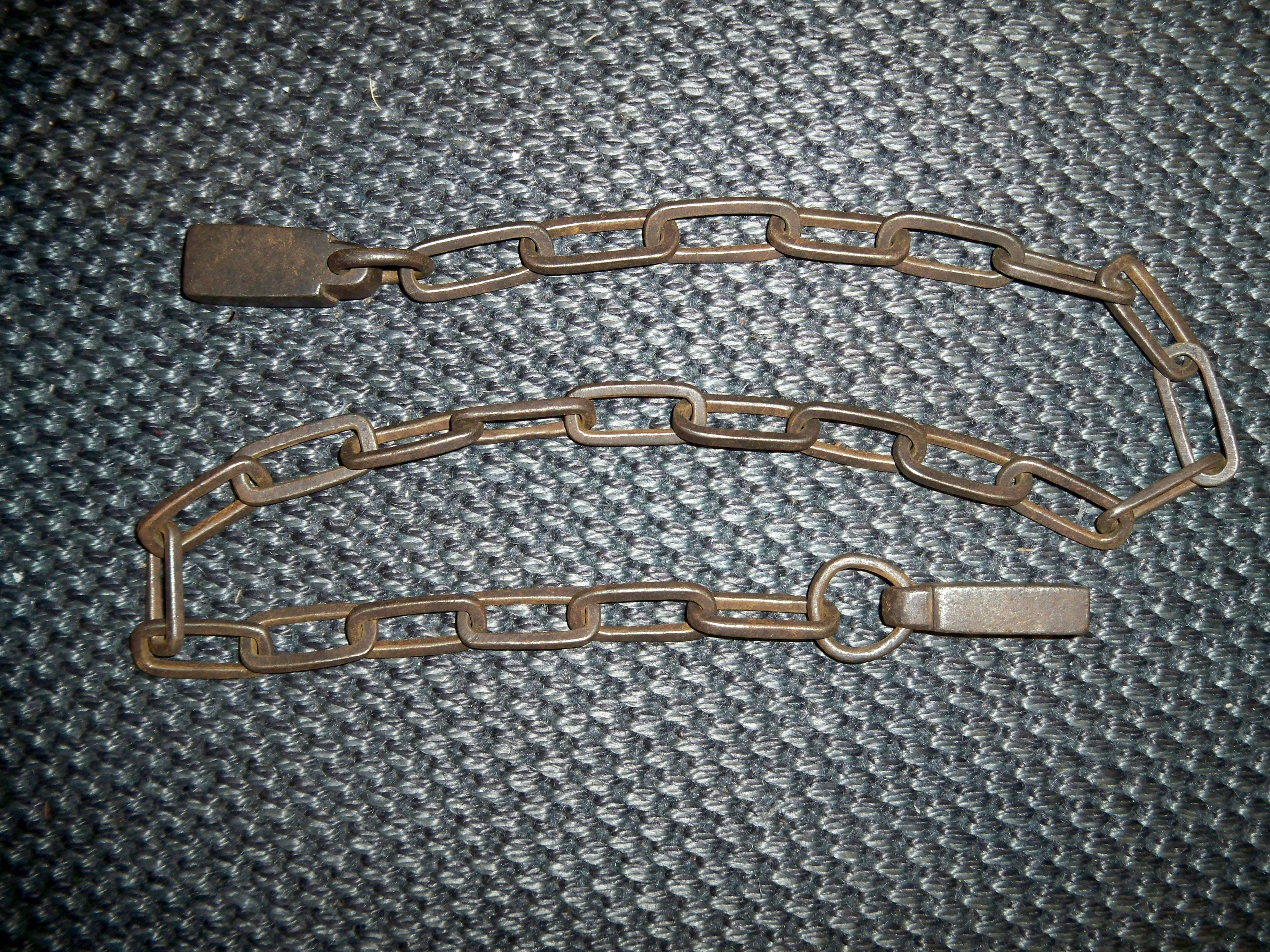
分銅鎖

分銅鎖（ふんどうさ），又有鎖分銅、萬力鎖、鎖十手、玉鎖、鎖玉、袖鎖、懷鎖、正木鎖等稱呼，是一種日本的傳統武具，形態為一條鐵鏈兩端各繫一個球型鐵錘。類似中國兵器流星錘。
在日本的傳統武術流派中，分銅鎖有各種制式，既可以是主力的重型武器，又可以是較小型的暗器，視乎使用場合而定，會有不同的應用。分銅鎖的用法與另一種日本傳統武器鎖鎌相似，一分面既可以飛擲鐵錘重擊對手，另一方面也可以利用鐵鏈來牽制綑縛對手或其兵器，集攻擊與捕捉功能於一身，屬於技巧與力量兼重的武器。

## 主要流派
- 正木流（萬力鎖）
- 氣樂流
- 荒木流
- 後藤流
- 戸田流
- 禁心流
- 本覺克己流
- 神道流
- 疋田流

## 相關項目
- 流星錘
- 鎖鎌